# Dave Brubeck
David Warren "Dave" Brubeck, född 6 december 1920 i Concord, Kalifornien, död 5 december 2012 i Norwalk, Connecticut, var en amerikansk jazzpianist och kompositör.
Efter att Brubeck tagit examen vid University of the Pacific 1942 tjänstgjorde han under andra världskriget i George Pattons tredje armé. Brubeck studerade klassisk komposition för den franska kompositören Darius Milhaud.
Tillsammans med Paul Desmond (saxofon), Bob Bates (bas) och Joe Dodge (trummor) bildade han 1951 The Dave Brubeck Quartet. De spelade  Desmonds komposition Take Five som går i 5/4-takt. Gruppen hade en förkärlek för asymmetriska taktarter; förutom den välkända Take Five spelade de även Unsquare dance i 7/4-takt och Blue Rondo A La Turk i 9/8-takt. Gruppen upplöstes 1967 men gjorde åter en spelning till 25-årsjubileet 1976.
Brubeck fortsatte efter gruppens upplösning att spela tillsammans med Paul Desmond och gjorde även en del spelningar med barytonsaxofonisten Gerry Mulligan.
2002 spelade pianisten John Salmon  in Dave Brubecks verk "Chromatic Fantasy Sonata" och "Five Pieces from Two-Part Adventures" på skivmärket Naxos.
Dave Brubeck avled 2012 på Norwalk Hospital i Connecticut.
Asteroiden 5079 Brubeck är uppkallad efter honom.